# مولدز ميبورن
مولدز ميبورن (بالإنجليزية: Maulds Meaburn) هي قرية تقع في مقاطعة كمبريا شمال غرب إنجلترا، وتحديدًا في وادي لايفنت ضمن نطاق حديقة يوركشاير ديلز الوطنية. تبعد القرية حوالي 13 ميلاً (21 كيلومترًا) عن مدينة بينريث.

## الأصل التاريخي
ترتبط أصول القرية تاريخيًا بالقرية المجاورة كينغز ميبورن (King's Meaburn). وكان يُعتقد أن المنطقتين نشأتا من تقسيم أراضٍ ملكية في العصور الوسطى، حيث مُنحت إحداها إلى أحد النبلاء الملكيين والأخرى إلى راهبة تُدعى مود، التي اشتُق منها اسم "مولدز" في اسم القرية.

## الجغرافيا
تقع القرية في موقع طبيعي خلاب تحيط به المراعي والأنهار، وتتميّز بمباني حجرية تقليدية وبيئة ريفية هادئة، وهي جزء من المناطق المصنفة ذات المناظر الطبيعية الخلابة داخل الحديقة الوطنية.

## لانكابر
لانكابر (Lankaber) هي مجموعة من المزارع تقع ضمن حدود مولدز ميبورن، لكنها لا تُعد نجعًا مستقلاً بذاته، بل تُصنَّف كجزء إداري وجغرافي من القرية.

## وصلات خارجية
- ملف مولدز ميبورن – مجلس منطقة إيدن
- صفحة وادي لايفنت – حديقة يوركشاير ديلز الوطنية